# Laurence Pithie
Laurence Pithie (født 17. juli 2002 i Christchurch) er en cykelrytter fra New Zealand, der er på kontrakt hos Red Bull-Bora-Hansgrohe.